# Ryedale
Ryedale – dawny dystrykt niemetropolitalny w hrabstwie North Yorkshire w Anglii. Utworzony 1 kwietnia 1974, zlikwidowany 1 kwietnia 2023; włączony do nowo utworzonej jednostki typu unitary authority North Yorkshire.

## Miasta
- Helmsley
- Kirkbymoorside
- Malton
- Norton-on-Derwent
- Pickering

## Inne miejscowości
Acklam, Aislaby, Allerston, Amotherby, Ampleforth, Appleton-le-Moors, Appleton-le-Street, Barton Hill, Barton-le-Street, Barton-le-Willows, Beadlam, Birdsall, Bossall, Brawby, Broughton, Bulmer, Burythorpe, Buttercrambe, Butterwick, Cawton, Claxton, Cold Kirby, Coneysthorpe, Coulton, Crambe, Cropton, Duggleby, East Heslerton, East Knapton, Easthorpe, Ebberston, Edstone, Ellerburn, Fadmoor, Flaxton, Foston, Foxholes, Fryton, Ganton, Gate Helmsley, Gillamoor, Gilling East, Grimston, Harome, Harton, Hawnby, Helperthorpe, Hovingham, Howsham, Hutton-le-Hole, Kirby Grindalythe, Kirby Misperton, Langton, Lastingham, Leavening, Levisham, Lockton, Marton, Middleton, Nawton, Newbridge, Newton-on-Rawcliffe, Normanby, North Grimston, Nunnington, Old Malton, Oldstead, Oswaldkirk, Pockley, Potter Brompton, Rillington, Salton, Sand Hutton, Scackleton, Scagglethorpe, Scampston, Settrington, Sherburn, Sheriff Hutton, Sinnington, Slingsby, Spaunton, Sproxton, Stape, Staxton, Stonegrave, Swinton, Terrington, Thixendale, Thornton-le-Clay, Thornton-le-Dale, Thorpe Bassett, Warthill, Wass, Weaverthorpe, Welburn (Amotherby), Welburn (Kirkbymoorside), West Heslerton, West Knapton, West Lutton, Westow, Wharram-le-Street, Whitwell-on-the-Hill, Willerby, Wilton, Wintringham, Wombleton, Wrelton, Wykeham, Yedingham.